# گولد دربی
گولد دربی (انگلیسی: Gold Derby)، یک روزنامه آنلاین پیش‌بینی و سرگرمی آمریکایی است که در سال ۲۰۰۰ توسط تام اونیل تأسیس شد. جوایز گولد دربی (یا جوایز فیلم و تلویزیون گولد دربی) جوایزی هستند که توسط وب سایت Goldderby.com در زمینه سینما و تلویزیون اعطا می‌شوند.